# Patinação artística nos Jogos Olímpicos de Inverno de 2006 - Duplas
A competição de duplas da patinação artística nos Jogos Olímpicos de Inverno de 2006 foi disputado entre 20 duplas.

## Medalhistas
| Ouro   | RUS Tatiana Totmianina / Maxim Marinin |
| Prata  | CHN Zhang Dan / Zhang Hao              |
| Bronze | CHN Shen Xue / Zhao Hongbo             |

## Resultados
| #  | Dupla                                  | País                | Pontos | PC | FS |
| -- | -------------------------------------- | ------------------- | ------ | -- | -- |
|    | Tatiana Totmianina / Maxim Marinin     | RUS Rússia          | 204.48 | 1  | 1  |
|    | Zhang Dan / Zhang Hao                  | CHN China           | 189.73 | 2  | 2  |
|    | Shen Xue / Zhao Hongbo                 | CHN China           | 186.91 | 5  | 3  |
| 4  | Pang Qing / Tong Jian                  | CHN China           | 186.67 | 4  | 4  |
| 5  | Maria Petrova / Alexei Tikhonov        | RUS Rússia          | 181.69 | 3  | 6  |
| 6  | Aliona Savchenko / Robin Szolkowy      | GER Alemanha        | 180.15 | 7  | 5  |
| 7  | Rena Inoue / John Baldwin              | USA Estados Unidos  | 175.01 | 6  | 7  |
| 8  | Julia Obertas / Sergei Slavnov         | RUS Rússia          | 166.54 | 8  | 9  |
| 9  | Dorota Zagorska / Mariusz Siudek       | POL Polônia         | 165.95 | 9  | 8  |
| 10 | Jessica Dube / Bryce Davison           | CAN Canadá          | 159.71 | 11 | 10 |
| 11 | Valerie Marcoux / Craig Buntin         | CAN Canadá          | 158.21 | 10 | 11 |
| 12 | Tatiana Volosozhar / Stanislav Morozov | UKR Ucrânia         | 148.38 | 12 | 12 |
| 13 | Marcy Hinzmann / Aaron Parchem         | USA Estados Unidos  | 147.05 | 13 | 13 |
| 14 | Marylin Pla / Yannick Bonheur          | FRA França          | 132.84 | 14 | 14 |
| 15 | Eva-Maria Fitze / Rico Rex             | GER Alemanha        | 120.23 | 16 | 16 |
| 16 | Marina Aganina / Artem Knyazev         | UZB Uzbequistão     | 119.55 | 15 | 17 |
| 17 | Diana Rennik / Aleksei Saks            | EST Estônia         | 118.13 | 18 | 15 |
| 18 | Julia Beloglazova / Andrei Bekh        | UKR Ucrânia         | 115.62 | 17 | 19 |
| 19 | Rumiana Spassova / Stanimir Todorov    | BUL Bulgária        | 111.25 | 19 | 18 |
| WD | Phyo Yong Myong / Jong Yong Hyok       | PRK Coreia do Norte | 33.63  | 20 |    |

Legenda
| Recorde mundial      | Recorde mundial (World record)               |                       | Recorde africano                      | Recorde africano (African) |                                           | Q | Classificado por posição (Qualified) |
| Recorde olímpico     | Recorde olímpico (Olympic record)            | Recorde da América    | Recorde da América (Americas)         | q                          | Classificado por melhor tempo (Qualified) |   |                                      |
| Melhor marca do ano  | Melhor marca do ano (World leading)          | Recorde asiático      | Recorde asiático (Asian)              | DNS                        | Não largou (Did not start)                |   |                                      |
| Recorde nacional     | Recorde nacional (National record)           | Recorde europeu       | Recorde europeu (European)            | DNF                        | Não terminou (Did not finish)             |   |                                      |
| Recorde pessoal      | Recorde pessoal do atleta (Personal best)    | Recorde da Oceania    | Recorde da Oceania (Oceania)          | DSQ / DQ                   | Desclassificado (Disqualified)            |   |                                      |
| Recorde da temporada | Recorde da temporada do atleta (Season best) | Recorde sul-americano | Recorde sul-americano (South America) | NM                         | Sem marca (No mark)                       |   |                                      |